# Riserva naturale integrale del Monte Nimba
La riserva naturale integrale del Monte Nimba è un'area naturale protetta che si trova sul confine fra gli stati africani della Guinea e della Costa d'Avorio. Dal 1980 il parco è stato dichiarato riserva della biosfera e dal 1981 il parco è stato inserito nell'elenco dei Patrimoni dell'umanità dell'UNESCO.
La riserva si estende in gran parte sul Monte Nimba, un'area unica nel suo genere in cui si trovano oltre 200 specie endemiche, sia per quanto riguarda la flora che la fauna.